# Syddanske Medier
Syddanske Medier var en regional mediekoncern i Syd- og Sønderjylland, som ejedes af Den Sydvestjydske Venstrepresse. Indtil 2013 ejedes halvdelen af Berlingske Media.
Koncerndirektøren var Christian Lund Jepsen, og virksomhedens administrerende direktør var Peter Orry.
I 2014 fusionerede Syddanske Medier med Fynske Medier og Jyske Medier og dannede Jysk Fynske Medier.

## Aktiviteter
- JydskeVestkysten
- Skala FM
- Syddanske Online, bl.a. jv.dk
- Dansk Avis Omdeling (ejes sammen med JP/Politikens Hus)
- Vejen Avis